# Ornithoscelida
Los ornitoscélidos (Ornithoscelida) son un clado que incluye a varios grupos principales de dinosaurios. El orden Ornithoscelida fue propuesto originalmente por Thomas Henry Huxley pero luego terminó abandonado en favor de la división hecha por Harry Govier Seeley de Dinosauria en los grupos Saurischia y Ornithischia. El término fue revivido en 2017 tras un nuevo análisis cladístico realizado por Baron et al.

## Concepto de Huxley
Thomas Henry Huxley definió originalmente este término en una conferencia de 1869 como un grupo que abarcaría a dos subgrupos: los enormes y corpulentos Dinosauria y al recién descubierto Compsognathus, al cual situó en la nueva agrupación Compsognatha. Los primeros fueron definidos por sus cortas vértebras cervicales, y su longitud del fémur que excede la de la tibia, mientras los compsognatos tendrían vértebras cervicales más largas, y una longitud del fémur inferior a la de la tibia. Él señaló que las características de sus huesos mostraban muchos rasgos cercanos a los de las aves. Huxley había además dividido a los dinosaurios en tres familias:
- Megalosauridae: Teratosaurus, Palaeosaurus, Megalosaurus, Poekilopleuron, Laelaps y Euskelosaurus (tentativamente).
- Scelidosauridae: Thecodontosaurus, Scelidosaurus, Hylaeosaurus, Polacanthus (tentativamente), y Acanthopholis.
- Iguanodontidae: Cetiosaurus, Iguanodon, Hypsilophodon, Hadrosaurus, y Stenopelix (tentativamente).

Esta clasificación cayó en desuso con rapidez, debido al esquema de clasificación dominante realizado por Harry Govier Seeley que agrupaba a los dinosaurios en dos ramas principales: Saurischia y Ornithischia.

## La hipótesis moderna de Ornithoscelida
A comienzos del siglo XXI, las descripciones científicas mejoradas de los ornitisquios primitivos Heterodontosaurus y Lesothosaurus incrementaron vastamente la información disponible sobre los orígenes de los Ornithischia. En marzo de 2017, un artículo publicado en la revista Nature por Matthew Baron, David Norman y Paul Barrett, incluyó un análisis en el cual los dinosaurios terópodos — que ya no incluyen a los Herrerasauridae — estaban más cercanamente relacionados con los dinosaurios ornitisquios que a los Sauropodomorpha, el grupo al que pertenecen los dinosaurios saurópodos. Los análisis anteriores habían combinado a Theropoda con Sauropodomorpha en el grupo Saurischia, excluyendo a los Ornithischia. Estos grupos además contaban con definiciones formales que reflejaban esto. Usando estas definiciones estandarizadas, los nuevos resultados tendrían el efecto de situar a los Ornithischia dentro de Saurischia, junto con los Theropoda; mientras que Sauropodomorpha quedaría por fuera de Dinosauria. Para evitar esto, Baron y colaboradores redefinieron todos estos grupos. Propusieron que los Ornithischia y Theropoda serían grupos hermanos que además necesitarían un nuevo nombre para el clado que los combina a ambos. Ellos nombraron a este nuevo clado Ornithoscelida, definiéndolo como "el clado menos inclusivo que incluye a Passer domesticus y Triceratops horridus." Esto significa que este clado nodo consiste del último ancestro común del terópodo actual Passer y el ornitisquio Triceratops; y todos sus descendientes. El antiguo nombre dado por Huxley de Ornithoscelida fue escogido porque significa "patas de ave", lo que encaja bien con las características de las extremidades posteriores de este clado. El cladograma mostrado a continuación muestra la filogenia propuesta por Baron et al. 2017:
|  | †Herrerasauridae |
|  |                  |
|  | †Sauropodomorpha |
|  |                  |

|  | †Ornithischia |
|  |               |
|  | Theropoda     |
|  |               |

|  | †Herrerasauridae |
|  |                  |
|  | †Sauropodomorpha |
|  |                  |

|  | †Ornithischia |
|  |               |
|  | Theropoda     |
|  |               |

|  | †Herrerasauridae |
|  |                  |
|  | †Sauropodomorpha |
|  |                  |

|  | †Ornithischia |
|  |               |
|  | Theropoda     |
|  |               |

|  | †Herrerasauridae |
|  |                  |
|  | †Sauropodomorpha |
|  |                  |

|  | †Ornithischia |
|  |               |
|  | Theropoda     |
|  |               |

|  | †Herrerasauridae |
|  |                  |
|  | †Sauropodomorpha |
|  |                  |

|  | †Ornithischia |
|  |               |
|  | Theropoda     |
|  |               |

|  | †Herrerasauridae |
|  |                  |
|  | †Sauropodomorpha |
|  |                  |

|  | †Ornithischia |
|  |               |
|  | Theropoda     |
|  |               |

|  | †Herrerasauridae |
|  |                  |
|  | †Sauropodomorpha |
|  |                  |

|  | †Ornithischia |
|  |               |
|  | Theropoda     |
|  |               |

|  | †Herrerasauridae |
|  |                  |
|  | †Sauropodomorpha |
|  |                  |

|  | †Ornithischia |
|  |               |
|  | Theropoda     |
|  |               |

Un estudio de revisión presentado por Parry, Baron y Vinther (2017) demostró que, si se usa el mismo conjunto de datos, la hipótesis de Ornithoscelida también puede tener fundamento al usar un rango de diferentes métodos de análisis filogenético, incluyendo la máxima probabilidad bayesiana. Este mismo estudio, al analizar una versión modificada del conjunto de datos original de Baron et al. (2017), también encontró apoyo para la hipótesis de Phytodinosauria al usar ciertos tipos de análisis.
La hipótesis de Ornithoscelida fue cuestionada por un equipo internacional de investigadores en noviembre de 2017, tras haber corregido el conjunto de datos anatómicos original usado por Baron y colaboradores. Esta reelaboración dio como resultado el modelo tradicional, con los grupos Ornithischia y Saurischia recuperados como taxones hermanos. Sin embargo, sus autores reconocieron que este esquema tradicional tiene un apoyo débil y no fue estadísticamente muy diferente de la hipótesis alternativa de Ornithoscelida.